# Pelecotheca macra
Pelecotheca macra är en tvåvingeart som först beskrevs av Wulp 1890.  Pelecotheca macra ingår i släktet Pelecotheca och familjen parasitflugor. Inga underarter finns listade i Catalogue of Life.